# Серять
Серять (баш. Һирәт) — хутор в Мелеузовском районе Республики Башкортостан Российской Федерации. Входит в состав Иштугановского сельсовета. 

## География

### Географическое положение
Находится на берегу реки Белой.
Расстояние до:
- районного центра (Мелеуз): 43 км,
- центра сельсовета (Иштуганово): 7 км,
- ближайшей ж/д станции (Мелеуз): 43 км.

## Население
| 2002 | 2009 | 2010 |
| ---- | ---- | ---- |
| 13   | ↘12  | ↘8   |

Национальный состав
Согласно переписи 2002 года, преобладающая национальность — русские (100 %).